# Wąpielsk (gmina)
Wąpielsk (1940-54 gmina Radziki Duże) – gmina wiejska w Polsce położona w województwie kujawsko-pomorskim, w powiecie rypińskim. W latach 1975–1998 gmina administracyjnie należała do województwa toruńskiego.
Siedziba gminy to Wąpielsk.
Według danych z 31 grudnia 2011 gminę zamieszkiwały 4122 osoby.

## Struktura powierzchni
Według danych z roku 2002 gmina Wąpielsk ma obszar 93,78 km², w tym:
- użytki rolne: 71%
- użytki leśne: 20%

Gmina stanowi 15,97% powierzchni powiatu.

## Demografia

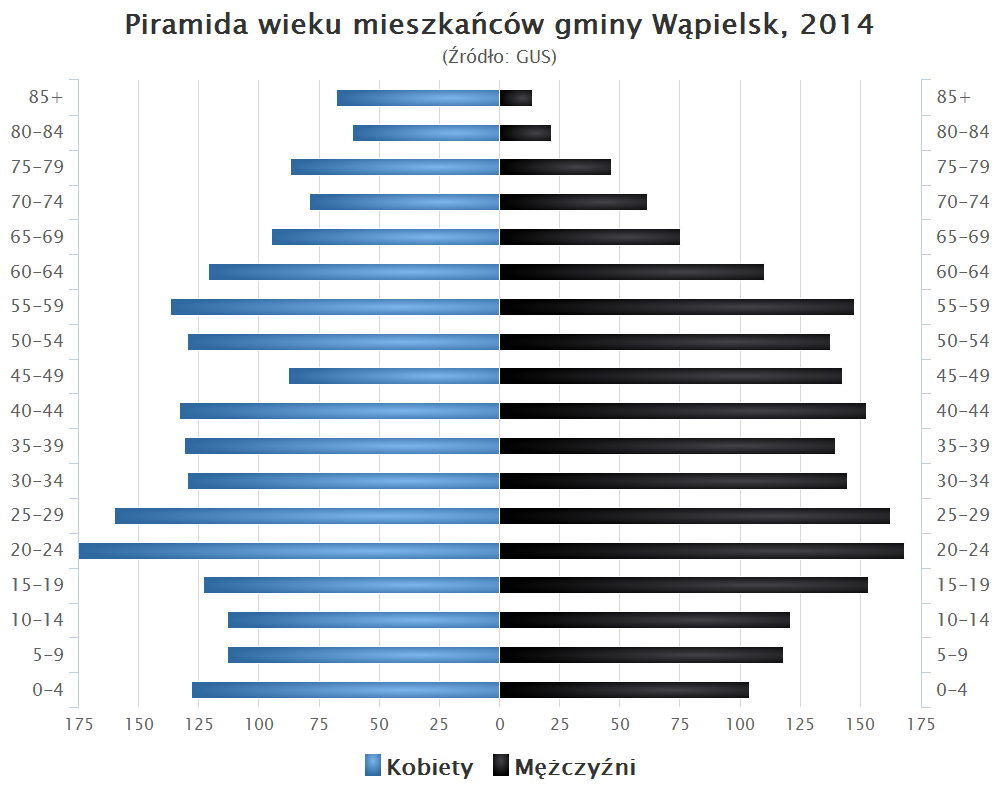
Piramida wieku mieszkańców gminy Wąpielsk w 2014 roku

Dane z 31 grudnia 2011:
| Opis                              | Ogółem | Ogółem | Kobiety | Kobiety | Mężczyźni | Mężczyźni |
| --------------------------------- | ------ | ------ | ------- | ------- | --------- | --------- |
| Jednostka                         | osób   | %      | osób    | %       | osób      | %         |
| Populacja                         | 4122   | 100    | 2065    | 50,1    | 2057      | 49,9      |
| Gęstość zaludnienia [mieszk./km²] | 43,9   | 43,9   | 22      | 22      | 21,9      | 21,9      |

## Historia
Gmina zbiorowa Wąpielsk powstała w 1867 roku w powiecie rypińskim w guberni płockiej. W okresie międzywojennym gmina Wąpielsk należała do powiatu rypińskiego w woj. warszawskim. 1 kwietnia 1938 roku gminę wraz z całym powiatem rypińskim przeniesiono do woj. pomorskiego.
24 października 1940 gminę Wąpielsk zniesiono, przekształcając ją w gminę Radziki Duże (Ratsfelde); równocześniе gromady Cetki, Długie i Warpalice wyłączono z gminy Wąpielsk i włączono do nowo utworzonej gminy Rypin (Rippin-Land), natomiast do gminy Ratsfelde włączono gromady Bielawki, Lamkowizna, Łapinóż, Łapinóż-Rumunki i Łapinóżek z gminy Osiek.
Po wojnie, dekretem PKWN z 21 sierpnia 1944 r. o trybie powołania władz administracji ogólnej pierwszej i drugiej instancji, uchylono wszelkie zmiany w podziale administracyjnym państwa wprowadzone przez okupanta (Art. 11). Jednak, zmiany w podziale administracyjnym powiatu rypińskiego wprowadzone podczas wojny utrzymywały się w praktyce także po wojnie.
Było to praktykowane do tego stopnia, że Wojewoda Pomorski wydał 22 kwietnia 1950 specjalne ogłoszenie informujące o powróceniu do stanu administracyjnego z 1 września 1939, podkreślając szczególnie, że „gromada Łapinóż należy do gminy wiejskiej Osiek, a nie do gminy wiejskiej Wąpielsk”. Tak więc przedwojenna gmina Wąpielsk winna funkcjonować de iure także po wojnie, choć w praktyce nadal stosowano zarówno nazewnictwo, jak i skład gmin wprowadzony przez okupanta.
Na przykład GUS-owski oficjalny Wykaz Gromad Polskiej Rzeczypospolitej Ludowej według stanu z dnia 1.VII 1952 r. dalej wylicza gminę Radziki Duże w miejsce gminy Wąpielsk, umieszczając gromady Cetki, Długie i Warpalice (należące przed wojną do gminy Wąpielsk) w gminie Strzygi (następniczki utworzonej przez hitlerowców gminy Rypin), a gromady Bielawki, Lamkowizna, Łapinóż, Łapinóż-Rumunki i Łapinóżek (należące przed wojną do gminy Osiek) w gminie Radziki Duże. Podobnie było nawet w wydawnictwach wojewódzkich, np. w Dzienniku Urzędowym Wojewódzkiej Rady Narodowej w Bydgoszczy z 1954 w opisie gmin i gromad podlegających transformacji w związku z reformą administracyjną państwa. Brak konsensusu trwał do jesieni 1954, kiedy to formalnie zniesiono gminy wiejskie w miejsce gromad.
Dopiero gmina utworzona w 1973 roku nazywa się formalnie Wąpielsk.

## Ochrona przyrody
Na terenie gminy znajduje się rezerwat przyrody Tomkowo – leśny, chroni las mieszany z domieszką modrzewia polskiego.

## Zabytki

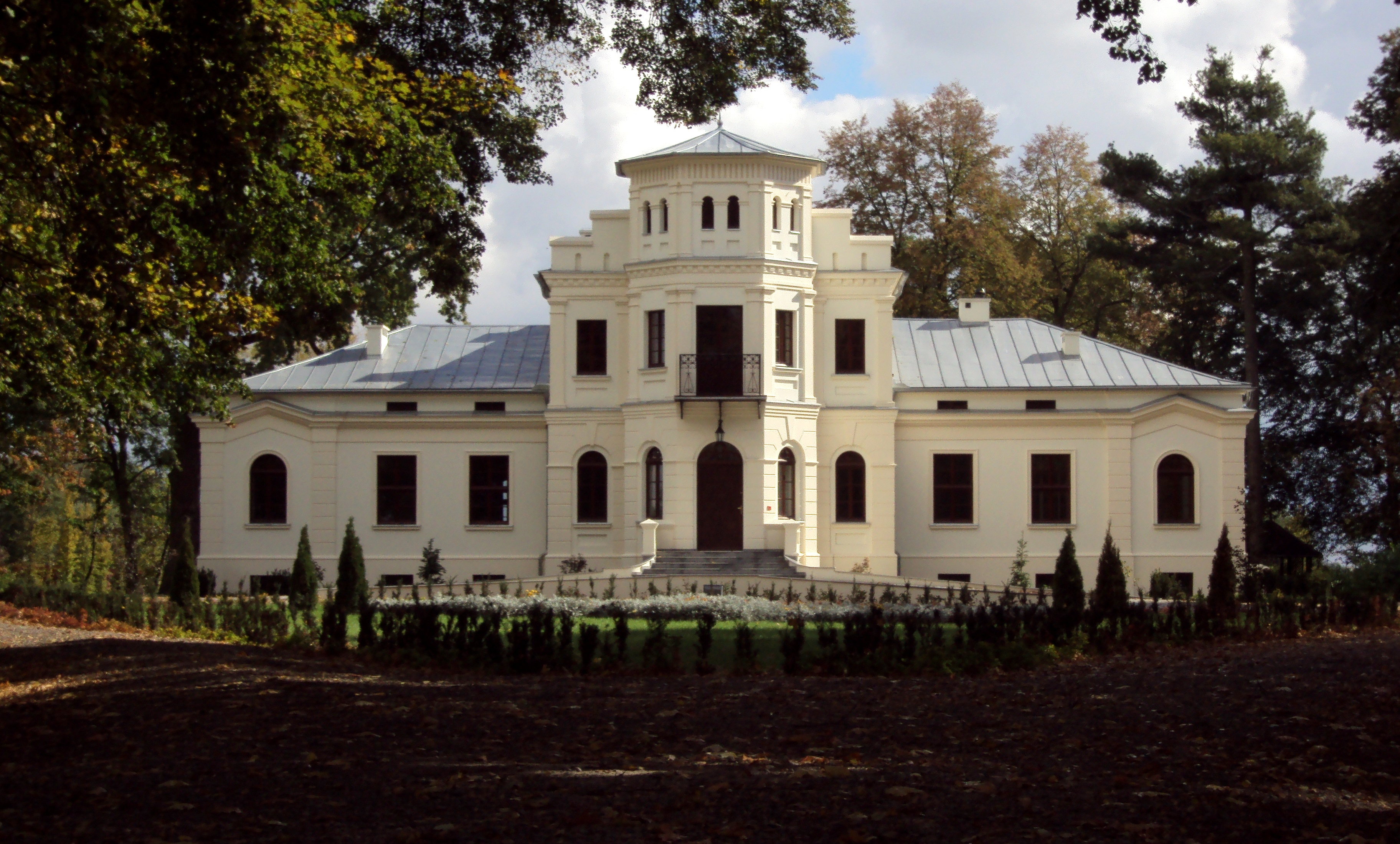
Dwór w Wąpielsku

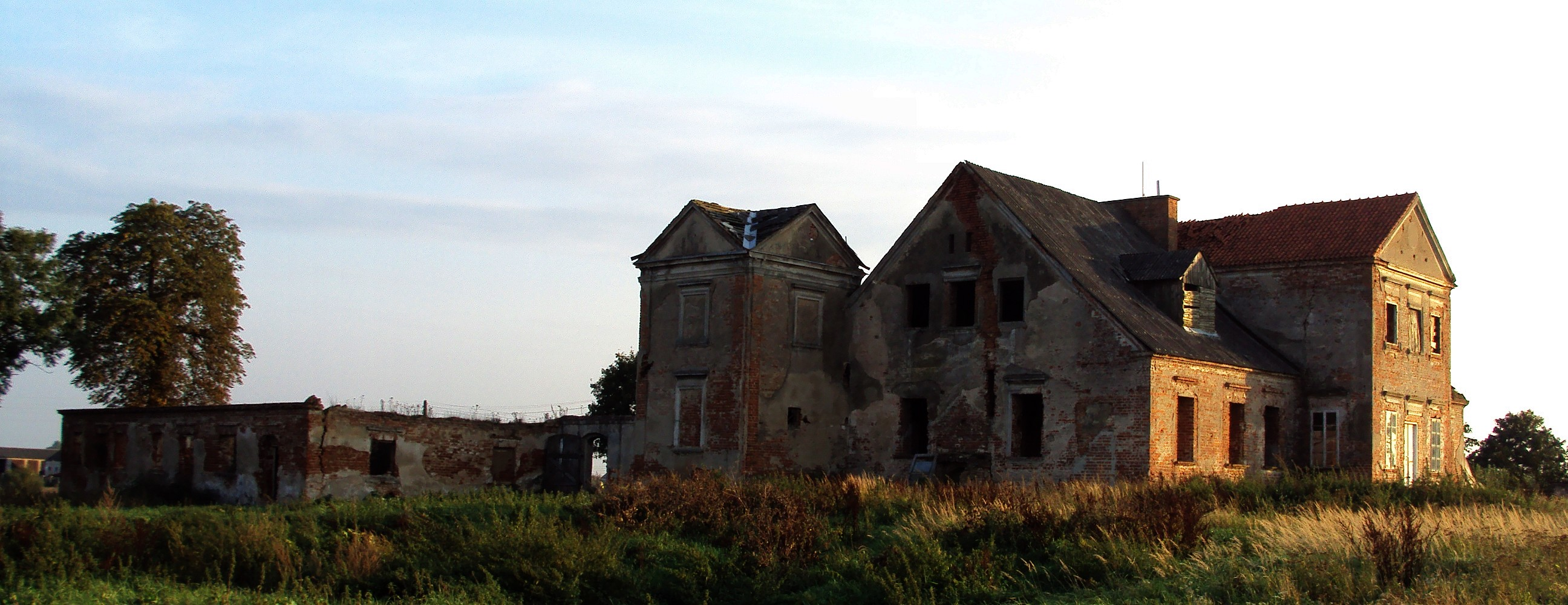
Pałac w Radzikach Małych

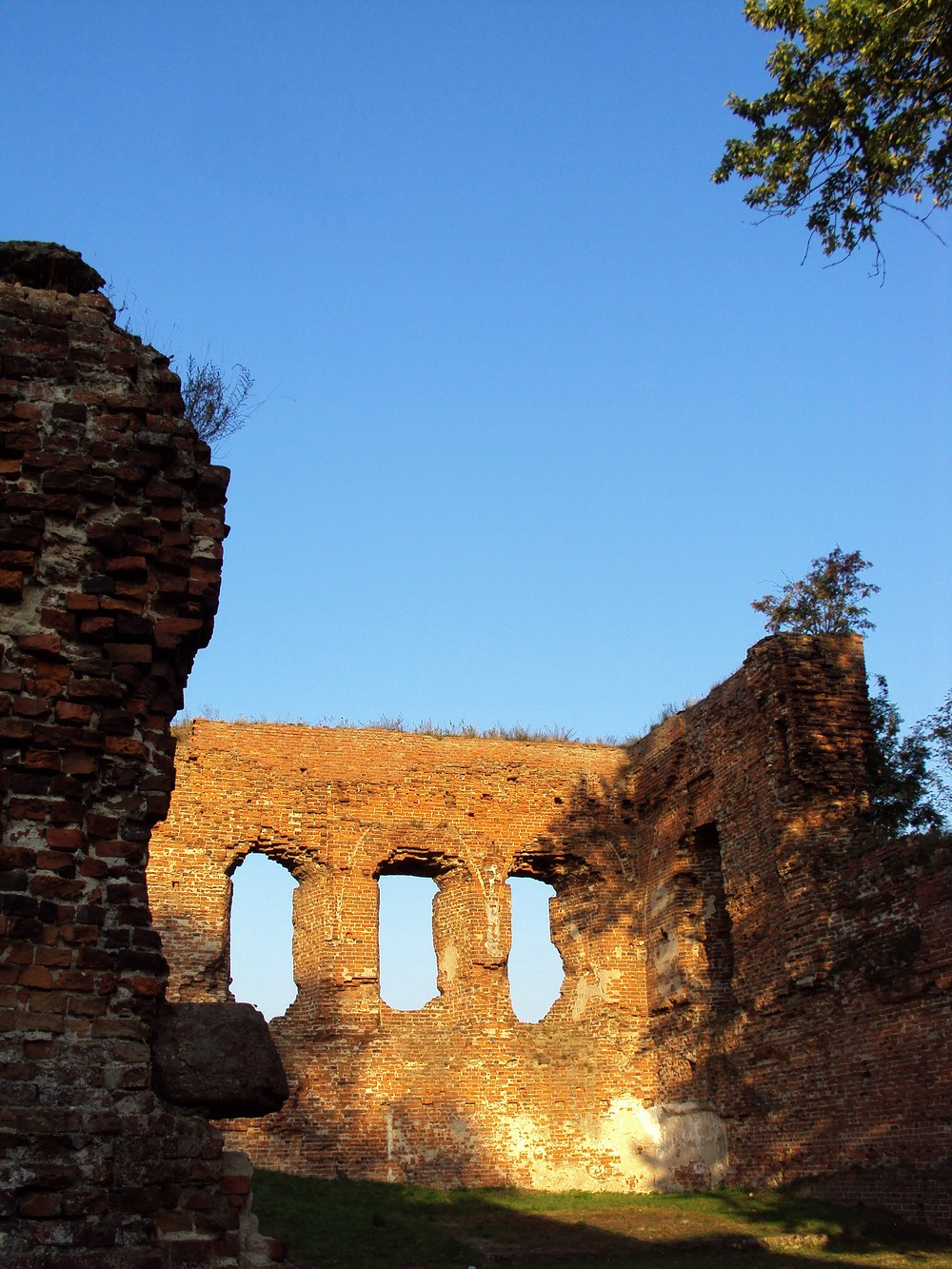
Pozostałość zamku w Radzikach Dużych

- Długie – Pałac z 1 poł. XIX w. wraz z otaczającym go parkiem, budynek dawnego młyna, spichrz
- Łapinóżek – Dwór z 2 poł. XIX w. z oficyną i pozostałością parku
- Radziki Duże – Kościół św. Katarzyny z 2 poł. XIV w., ruiny zamku z XIV/XV w.
- Radziki Małe – Ruiny pałacu z XVII w.
- Tomkowo – Dwór oraz naturalny park sąsiadujący z rezerwatem przyrody
- Wąpielsk – Eklektyczny dwór z 2 poł. XIX w., otaczający go park, brama wjazdowa

## Miejscowości w gminie Wąpielsk
Wsie
Bielawki, Długie, Kiełpiny, Kierz Półwieski, Kupno, Lamkowizna, Łapinóż-Rumunki, Łapinóżek, Półwiesk Duży, Półwiesk Mały, Radziki Duże, Radziki Małe, Ruszkowo, Tomkowo, Wąpielsk.
Osady
Chorab, Noskowizna, Olszak
Według Rozporządzenia Ministra Administracji i Cyfryzacji z dnia 13 grudnia 2012 r. w sprawie wykazu urzędowych nazw miejscowości i ich części, na terenie miejscowości znajduje się także kolonia Zaolzie. Widnieje ona również na mapie załączonej do wyników spisu powszechnego z 1970 (na wschód od miejscowości Ruszkowo).

## Sąsiednie gminy
Bobrowo, Brodnica, Brzuze, Golub-Dobrzyń, Osiek, Radomin, Rypin